# Casa de Clermont-Tonnerre
La Casa de Clermont-Tonnerre es una familia noble francesa, cuya filiación se ha demostrado desde finales del siglo XI.

Escudo de armas de la Casa de Clermont-Tonerre.

## Orígenes
Los orígenes de la Casa de Clermont-Tonnerre se encuentran en el Delfinado. El primer documento escrito que menciona un Clermont data de 1080. El primer Clermont se llamaba Sibaud I. Fue señor de Clermont y de Saint-Geoire. Había por lo menos ocho castillos como los de San Geoire, de Monferrato, de Châbons, de Chirens, etc. Participó en la cruzada de 1096, y se casó con la hija del delfín de Vienne, Adela d'Albon, nieta de Enrique III y de Inés de Poitiers. 
El nombre de Tonnerre entró en la Familia por el matrimonio de Bernardin de Clermont con Anne de Husson condesa heredera de Tonnerre en 1496.
Según la tradición, una rama de la familia, los Claramont se instaló en España en 1271 según el libro de M. de Goussancourt, "Martyrologe de l'Ordre de Malte", 1654, t.1, p. 243. M. de Goussancourt habla del hermano Ioachim Claramont nativo de Valencia, caballero de la Orden de Malta de la lengua de Aragón que murió durante una batalla naval en 1577. Ioachim fue comandante de la Orden. Su blasón es el mismo que el de los Clermont de Francia.

## Títulos de nobleza
- Barón de Clermont
- Vizconde de Clermont-en-Trièves, primer barón del Delfinado (1340)
- Vizconde de Tallart (1439)
- Conde de Tonnerre (1496)
- Conde de Clermont en Viennois (1547)
- Duque de Clermont, par de Francia (1571)
- Duque de Tonnerre (1572)
- Marqués de Cruzy y Vauvillers (1620)
- Conde de Thoury (1629)
- Marqués de Montoison(1630)
- Duque de Piney-Luxemburgo y par de Francia (1631)
- Príncipe de Tingry (1631)
- Barones y condes de Dannemoine (1651)
- Conde de Roussillon (1670)
- Marqués de Mont-Saint-Jean (1681)
- Conde de Saint Cassin (1681)
- Marquis de Chaste (1688)
- Marqués de Clermont-Tonnerre (1750) (confirmado en 1830)
- Duque de Clermont-Tonnerre, par de Francia (1775)
- Barón del Imperio (1812)
- Príncipe romano de Clermont-Tonnerre (1823 y 1911)
- Duque Sebastián de Clermont-Tonnerre (2020)

## Posesiones

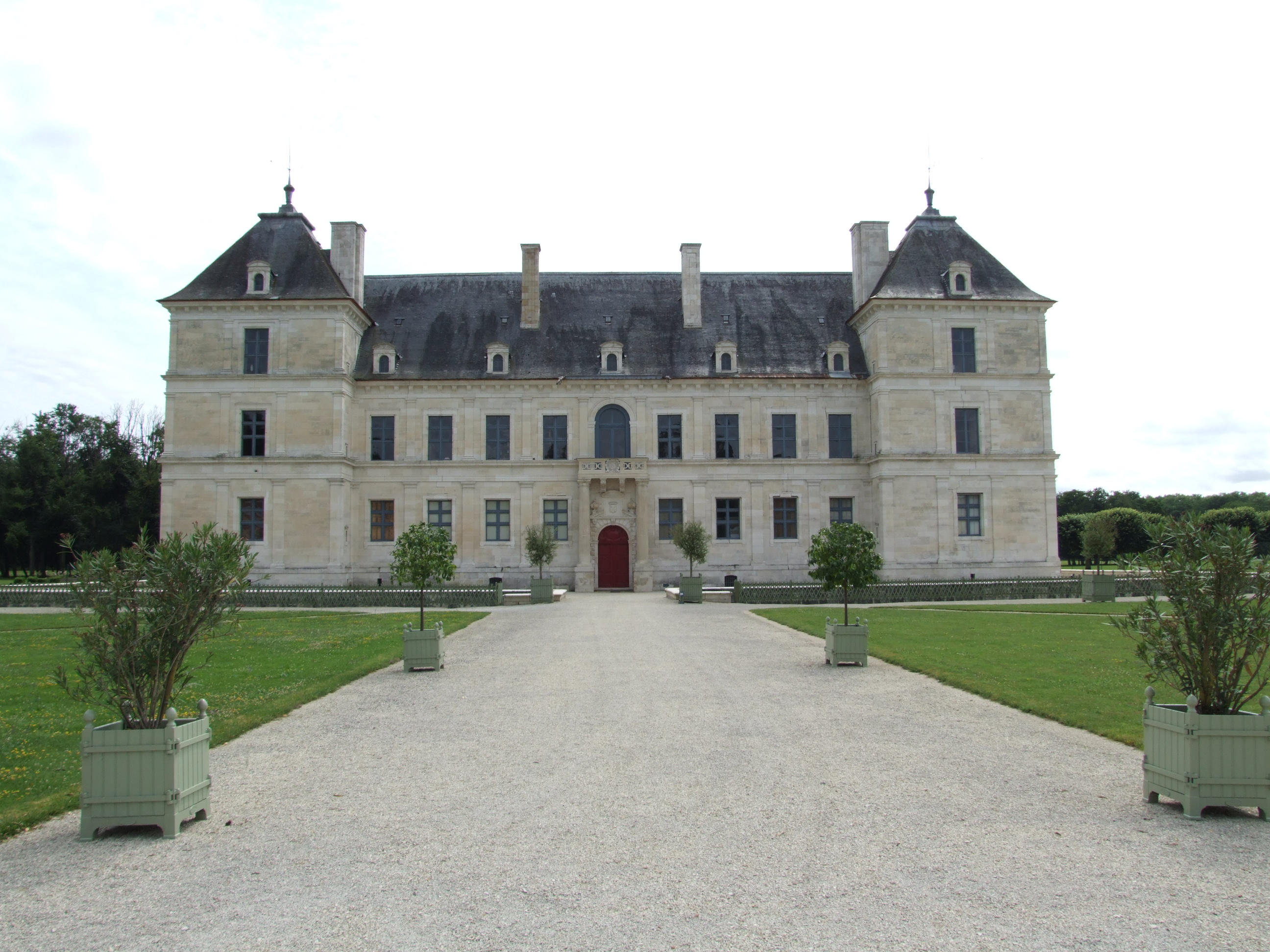
Château d'Ancy-le-Franc

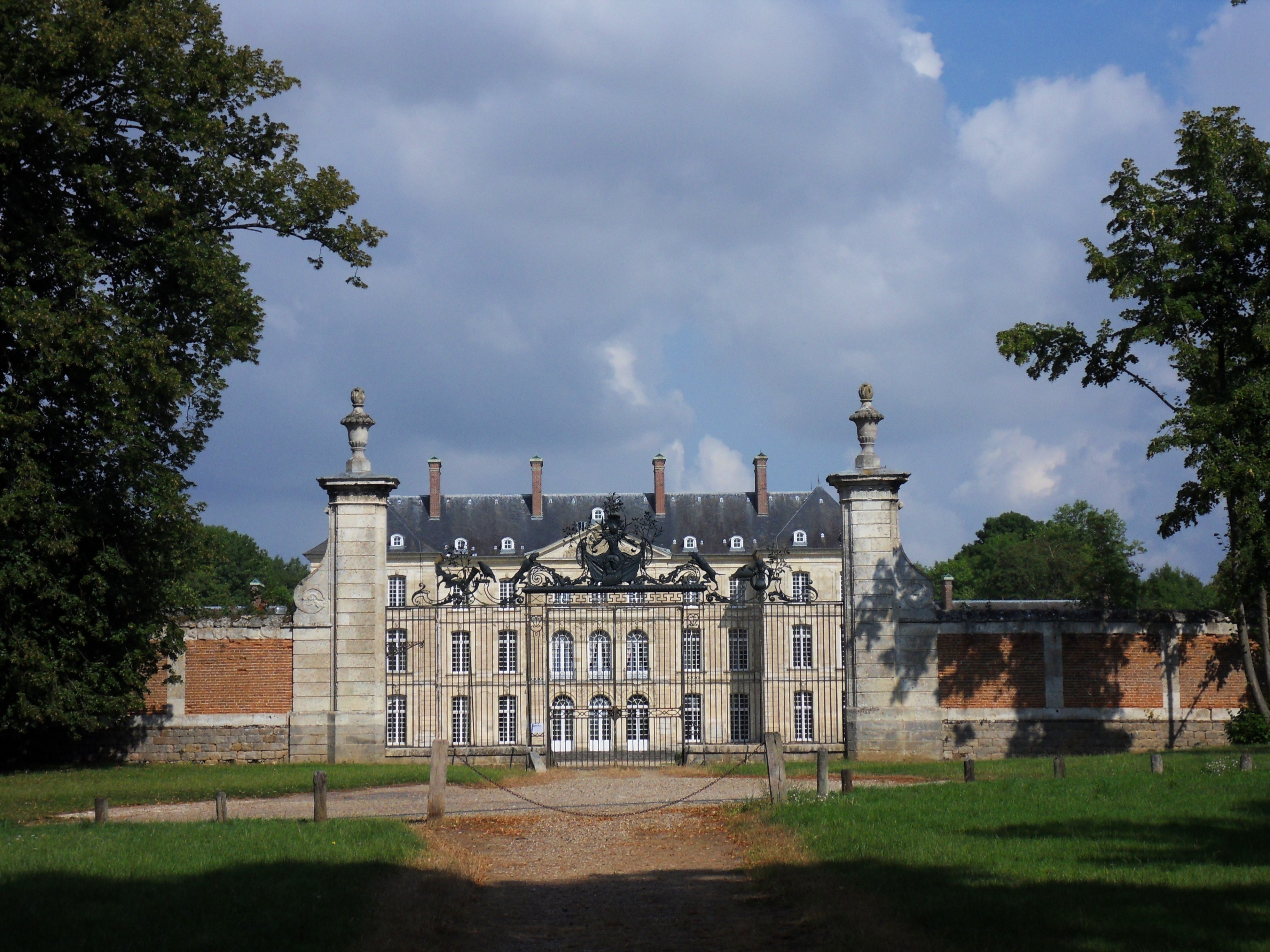
Château de Bertangles detrás de su reja

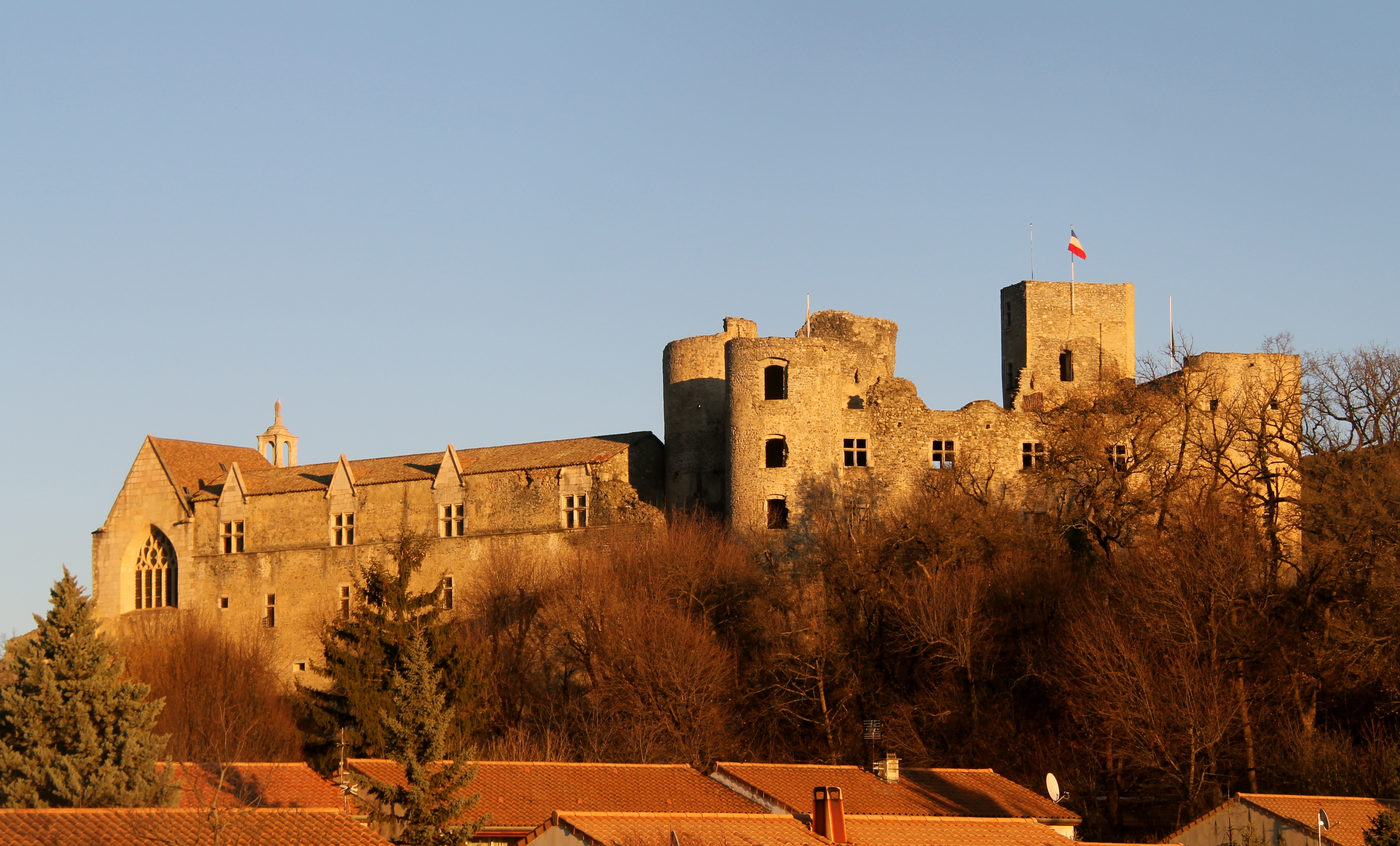
Château de Tallard

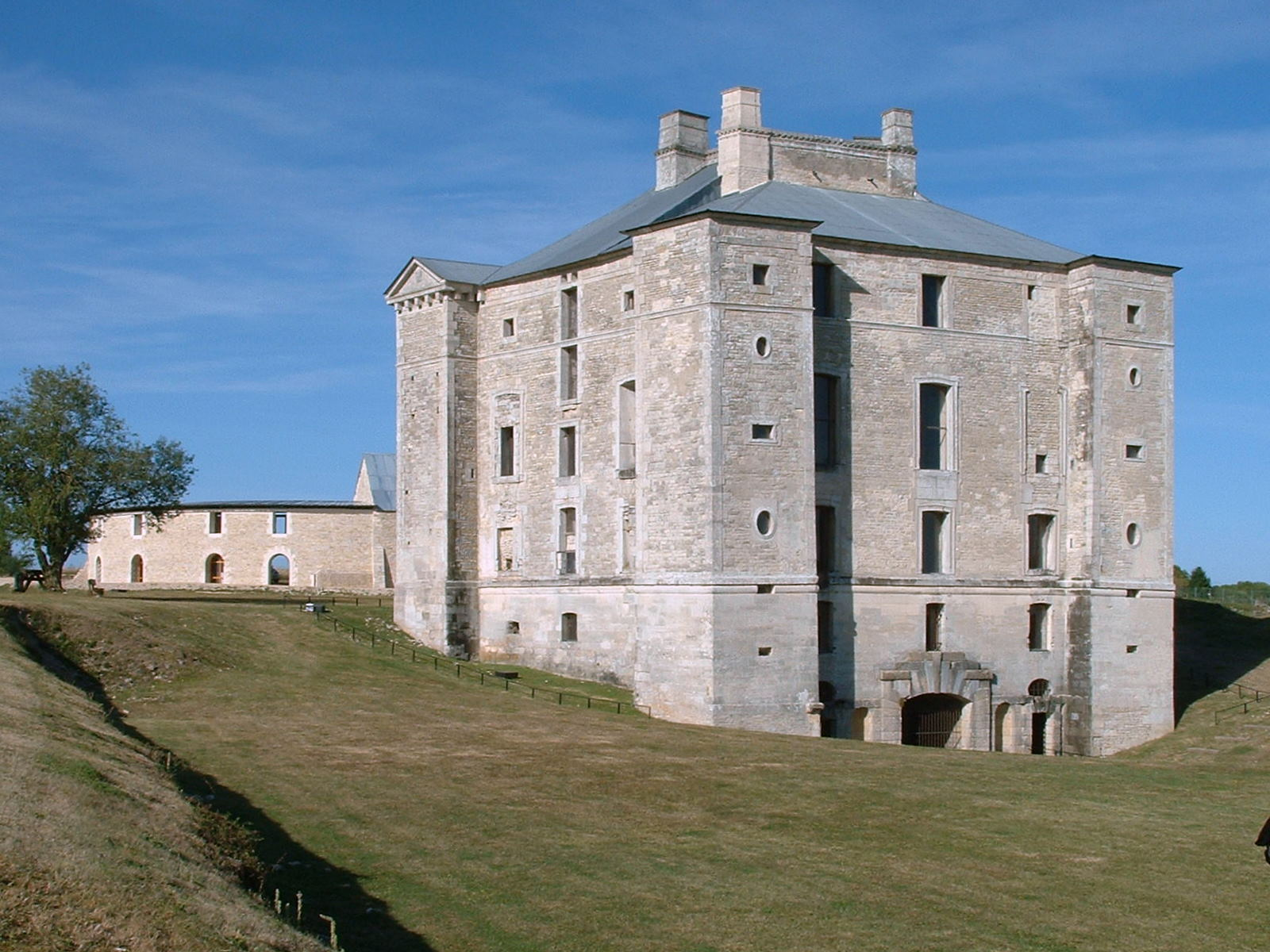
Château de Maulnes

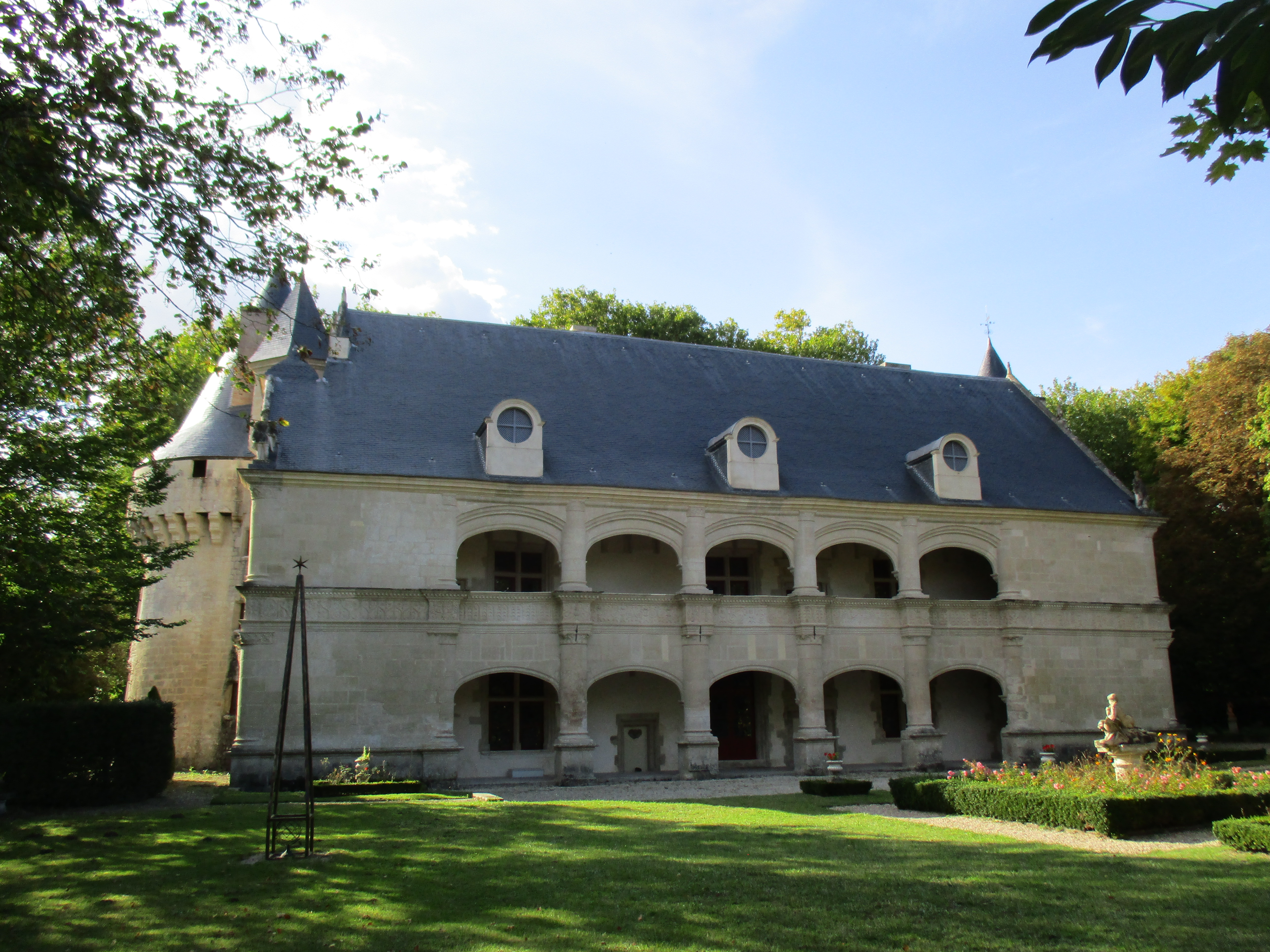
Dampierre-sur-Boutonne

Lista no exhaustiva de posesiones mantenidas en nombre propio o en feudo de la familia de Clermont:
- château d'Aiguebelette-le-Lac, en Aiguebelette-le-Lac (1305-1454);
- château d'Ancy-le-Franc (Yonne): castillo renacentista construido entre 1544 y 1550 por Antoine III de Clermont, conde de Clermont, vizconde de Tallard, señor de Ancy-le-Franc, de Husson, de Laignes, gobernador del Delfinado, gran maestro y reformador general de las aguas y de los bosques de Francia, cuñado de Diana de Poitiers. Este castillo es una de las joyas de la arquitectura renacentista en Francia. Hecho con los planos de Sebastiano Serlio, fue decorado por le Primatice;
- château de Bertangles (Somme): castillo que nunca fue vendido. Heredado por Clermont en 1611. Su aspecto actual se debe a Louis Joseph de Clermont-Tonnerre, conde de Thoury, barón de Pierrepont, señor de Bertangles;
- château de Bressieux, en Bressieux (1403-1420);
- château de Brugny;
- château de Château-Neuf, en Cessens;
- château de Château-Vieux, en Cessens;
- château de Clermont en Chirens (desde los orígenes-siglo XXI);
- château de Clermont;
- hôtel de Clermont-Tonnerre,
- château de Crépol;
- château de Dampierre-sur-Boutonne;
- château d'Épinac;
- château de Glisolles;
- château de La Grange-aux-Ormes;
- château de Maupertuis;
- château de Maulnes (Yonne): castillo renacentista construido por Louise de Clermont, condesa de Tonnerre, y Antoine de Crussol, duque de Uzès, entre 1566 y 1573. El castillo de Maulnes es único en el mundo por la combinación de cinco elementos arquitectónicos: su trazado pentagonal, la presencia de tres manantiales en su base, de un pozo central, de un estanque para la parte interior y para la parte exterior, y finalmente de una escalera central, de caracol, articulada alrededor del cilindro de un pozo de luz con una cubeta inferior. Si se ha atribuido siempre su construcción a Sebastiano Serlio (arquitecto del castillo de Ancy le Franc), arqueólogos e historiadores que trabajan en este sitio han abandonado esa hipótesis. El arquitecto sigue siendo desconocido, pero se menciona a Philibert Delorme;
- château de Messey-sur-Grosne;
- château de Muides-sur-Loire;
- château du Passage, en Passage (1342-av.1650);
- château de Roussillon;
- château de Surgères;[1]
- château de Tallard;
- château de Vaulichères;
- château de Vauvillers;
- château de Virieu, en Virieu (1220-1573).